# 格雷戈爾·羅普雷特
格雷戈爾·羅普雷特（1989年3月1日—）是一位斯洛維尼亞排球運動員。目前效力於波蘭男子排球聯賽隊伍雷索維亞。他也代表斯洛維尼亞國家男子排球隊參賽，在場上的位置為舉球員。

## 排球生涯
2015年8月14日，包括Ropret在內的斯洛維尼亞代表隊在該年歐洲排球聯賽中獲得金牌。並與斯洛維尼亞隊獲得2015年歐洲排球錦標賽的亞軍(在決賽中以比分3-0負於法國)。2021年，Ropret協助斯洛維尼亞隊伍三度獲得歐洲排球錦標賽亞軍，他自己則被選為最佳舉球員。

## 運動成就

### 俱樂部
世界男排俱樂部錦標賽
- 貝廷 2022 – 與佩魯賈排球[6]
- 邦加羅爾 2023 – 與佩魯賈排球

#### 國內聯賽
- 2011–12  斯洛維尼亞排球聯賽，與ACH Volley
- 2012–13  斯洛維尼亞排球聯賽，與ACH Volley
- 2013–14  斯洛維尼亞排球聯賽，與ACH Volley
- 2022–23  義大利排球超級盃，與佩魯賈排球
- 2023–24  義大利排球超級盃，與佩魯賈排球
- 2023–24  義大利排球盃，與佩魯賈排球
- 2023–24  義大利排球聯賽，與佩魯賈排球

### 國家隊
- 2015 - 歐洲排球聯賽：  冠軍
- 2015 - 歐洲排球錦標賽：  亞軍
- 2019 - 歐洲排球錦標賽：  亞軍
- 2021 - 歐洲排球錦標賽：  亞軍
- 2023 - 歐洲排球錦標賽：  季軍

### 個人獎項
- 2021 - 歐洲排球錦標賽： 最佳舉球員

## 外部連結
- Gregor Ropret （页面存档备份，存于）(VolleyProAgency)
- Gregor Ropret （页面存档备份，存于）(Lega Pallavolo Serie A)
- Gregor Ropret （页面存档备份，存于）(WorldofVolley)

| 獎項                 | 獎項                               | 獎項       |
| -------------------- | ---------------------------------- | ---------- |
| 前任： 本亞明·托紐蒂 | 歐洲男子排球錦標賽 最佳舉球員 2021 | 繼任： TBD |